# 卡斯特尔贝尔福泰
卡斯特尔贝尔福泰（義大利語：Castelbelforte），是意大利曼托瓦省的一个市镇。总面积22平方公里，人口2976人，人口密度135.3人/平方公里（2009年）。国家统计（ISTAT）代码为020013。